# Confédération autrichienne des syndicats
La Confédération autrichienne des syndicats (en allemand : Österreichischer Gewerkschaftsbund, ÖGB) est la confédération syndicale autrichienne quasi-unique. Elle a été fondée dans sa forme actuelle en 1945. Elle est affiliée à la Confédération syndicale internationale et à la Confédération européenne des syndicats.

## Composition
L'ÖGB est composé de syndicats par branche professionnelle :
- Syndicat des employés du secteur privé, fusionné depuis 2014 avec le syndicat de la presse, des journalistes et du papier (GPA)
- Syndicat des services publics (CST) (GÖD)
- Syndicat des fonctionnaires territoriaux, des arts, de la communication du sport et des professions indépendantes nommé « Younion (de) Die Daseinsgewerkschaft » depuis 2015
- Syndicat de la construction et du bois (GBH)
- Syndicat « vida », issu de la fusion du syndicat des cheminots (GdE), de celui de l'hôtellerie, du tourisme est des services à la personne (HGPD) et de celui du commerce et des transports (HTV)
- Syndicat des postes et télécommunications (GPF)
- Syndicat PRO-GE issu de la fusion en 2009 du syndicat du Métal, des Textiles et de l'Alimentation (GMTN) et celui de la Chimie (GdC)

## Liste des présidents
| Identité                                  | Période      | Période      | Durée           |
| Identité                                  | Début        | Fin          | Durée           |
| ----------------------------------------- | ------------ | ------------ | --------------- |
| Friedrich Verzetnitsch (en) (1945 - 2024) | 1987         | 2006         | 19 ans          |
| Rudolf Hundstorfer (1951 - 2019)          | 2006         | 2008         | 2 ans           |
| Erich Foglar (d) (né en 1955)             | 2008         | 14 juin 2018 | 10 ans          |
| Wolfgang Katzian (en) (né en 1956)        | 14 juin 2018 | En cours     | 6 ans et 9 mois |